# Una gita di piacere
Una gita di piacere (Une partie de plaisir) è un film del 1975 diretto da Claude Chabrol.
Il film, parzialmente autobiografico, è scritto e interpretato da Paul Gégauff oltre che da sua moglie Danièle e da sua figlia Clemence. Distribuito anche con il titolo "Una partita di piacere".

## Trama
Philippe e Esther sono una coppia felice e hanno una figlia, Élise. Philippe decide che lui e sua moglie devono avere rapporti extraconiugali che si racconteranno.